# 노아 주프
노아 캐스퍼드 주프(영어: Noah Casford Jupe, 2005년 2월 25일 ~ )는 잉글랜드의 배우이다.

## 출연 작품
- 원더 - 잭 윌 역
- 더 타이탄 - 루카스 젠슨 역
- 서버비콘 - 닉키 역
- 철의 심장을 가진 사나이
- 콰이어트 플레이스 - 마커스 애보트 역
- 홈즈 앤 왓슨 - 독시 역
- 허니 보이 - 어린 오티스 로트 역
- 포드 V 페라리 - 피터 마일스 역
- 콰이어트 플레이스 2 - 마커스 애보트 역
- 노 서든 무브 - 매튜 워츠 주니어 역
- 마술사의 코끼리 - 피터 역 (목소리)